# Regatul Irakului
Regatul Hașemit al Irakului a fost un stat localizat în Orientul Mijlociu intre 1932 și 1958. A fost fondat în anul 1921 ca Mandat al Imperiului Britanic dar și-a dobândit independența in anul 1932, fiind condus de către regele Faisal I între 1921 și 1933.

## Vecini
Regatul Irakului se învecina în anul 1932 cu 6 țări: Turcia la Nord, Siria (sub ocupație franceză) și Transiordania (sub ocupație britanică) la Vest, Arabia Saudită și Kuweit la Sud și cu Imperiul Iranian la Est.

## Administrație Britanică (1921-1932)

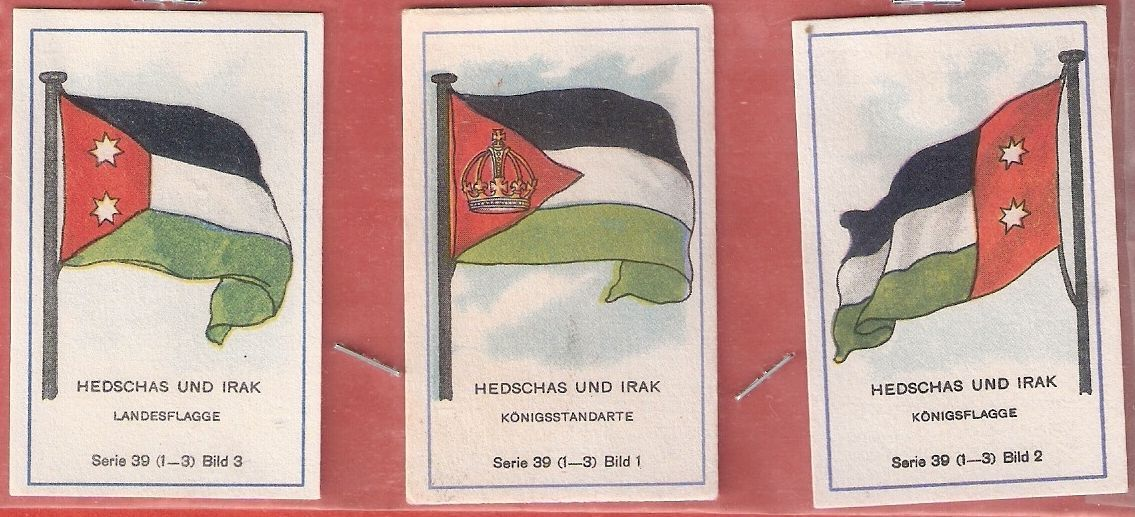
Steagul Regatului Irak și steagurile familiei Regale

După ce Imperiul Otoman a fost învins de către Antanta în Primul Război Mondial, Imperiul Britanic a ocupat teritorii în Orientul Mijlociu. Societatea Națiunilor a convenit ca teritoriul prezent al Irakului să fie administrat prin mandat de Regatul Unit, dar după Revolta Irakiană din 1920, s-a renunțat la ideea de mandat, iar Irakul a fost recunoscut drept stat suveran, avândul ca monarh pe regele Faisal I.
Deși nu dorea să recunoască oficial independența Irakului, Imperiul Britanic a convenit cu acesta un tratat de alianță în 1922, prin care Imperiului Britanic i se recunoștea un rol în administrația și guvernarea Irakului.